# Мигалина Юрій Вікентійович
Мигалина Юрій Вікентійович (нар.19 квітня 1939,Ужгород, Україна, тоді в складі Угорщини — пом. 21 травня 2017) — український науковець, доктор хімічних наук, професор. Ректор Мукачівського державного університету. Заслужений діяч науки і техніки України (1999).

## Біографія
Народився 19 квітня 1939 року у місті Ужгород (нині — Закарпатська область).
Середню освіту здобув в Ужгородській СШ № 1.
У 1956–1961 роках навчався на хімічному факультеті Ужгородського державного університету, вступив до аспірантури цього ж університету. У 1968 році — захистив кандидатську дисертацію, 1983 року — доктор хімічних наук (тема дисертації — «Реакції галогенідів чотиривалентного селена і телура з ненасиченими сполуками та малими циклами»).
У рідному університеті розпочав кар'єру науковця. З вересня 1968 — обіймав посаду доцента, у червні 1974 року — перейшов на посаду завідувача кафедри, з лютого 1981 року — с. н. п. З 1984 року — професор. З січня 1983 по серпень 1988 року — завідувач кафедри органічної хімії. З жовтня 1986 року по березень 1988 — декан хімічного факультету.
З лютого 1989 року — професор Хмельницького технологічного інституту побутового обслуговування (того ж року перейменованого у Хмельницький технологічний інститут, 1994 року — у Технологічний університет Поділля), з вересня 1989 року — завідувач кафедри хімії цього ж інституту.
1995 року Юрій Мигалина став ініціатором створення та директором Мукачівського філіалу Технологічного університету Поділля. Філіал було створено постановою Кабінету Міністрів України № 518 від 14 липня 1995 року. На базі цього закладу 1997 року постав Мукачівський технологічний інститут. У 2008 шляхом його злиття з Мукачівським гуманітарно-педагогічним інститутом було створено Мукачівський державний університет. Незмінним керівником закладу із 1995 року є Юрій Мигалина (спочатку директором, з 1997 року — ректором).
Викладає студентам курси органічної хімії, систем технологій, концепцій сучасного природознавства та сучасних технологій у галузі легкої промисловості.
Депутат Закарпатської обласної ради з липня 2000 року.
Володіє словацькою мовою.

## Наукова діяльність
Юрій Мигалина поєднує педагогічну та наукову діяльність. Його основний науковий напрям — хімія органічних похідних селену та телуру.
Він також керує науковим напрямком по розробці оптичних інфрачервоних сенсорів газів нового покоління на базі напівпровідникових матеріалів.
Прикладний аспект його досліджень — розробка та вдосконалення фарбування волокнистих матеріалів.
Юрій Мигалина — автор понад 140 наукових праць, що публікувалися у фахових виданнях України та світу. Науковець брав участь у численних міжнародних наукових конференціях.
Практичне надбання Юрія Мигалини захищене 30 авторськими свідоцтвами та патентами України. Він винайшов понад 300 речовин, що знайшли застосування у хімічній, медичній та інших галузях.
Підготував шість кандидатів наук.

## Сім'я
Дружина Надія Андріївна (1939) — лікар. Двоє дітей: син Юрій (1966) — підприємець; дочка Надія (1972) — лікар.

## Відзнаки
Юрія Мигалину відзначено такими нагородами і званнями:
- Знак «За відмінні успіхи в роботі» (Міносвіти СРСР)[1]
- Нагрудний знак «Винахідник СРСР»
- Нагрудний знак «Відмінник освіти України» (1998)
- Заслужений діяч науки і техніки України (1999)
- Орден «За заслуги» III та II ступенів
- Почесний громадянин міста Мукачеве (2011)[1]
- Почесний член наукової ради Американського інституту біографістики[1]
- Диплом «Почесний доктор Ужгородського національного університету»
- Академік Української технологічної академії
- Академік Міжнародної кадрової академії.